# Gaita extremeña
La gaita extremeña es un instrumento de viento-madera que consta de un odre o fuelle, normalmente hecha de piel unida a uno o más tubos similares a una flauta. Produce un sonido continuo en una amplia gama de frecuencias.

## Historia
El origen de este antiguo instrumento es incierto, si bien es verdad que hay tres tipos que son los más extendidos:
- la gaita escocesa
- la gaita gallega
- la gaita asturiana

## Partes de la gaita
- Fuelle: Odre o bolsa hecha con la piel entera de un cordero o cabrito o con otros materiales como el Gore-Tex, que sirve como depósito auxiliar de aire.
- Soplete: Tubo para introducir el aire en el fuelle.
- Puntero: Tubo melódico de la gaita, con agujeros para digitar.
- Roncón: Tubo sonoro compuesto de tres piezas que emite una nota pedal de acompañamiento, que emite un sonido dos octavas por debajo de la tónica del puntero.
- Ronquín: Tubo sonoro compuesto de dos piezas, que emite una nota de acompañamiento de igual forma que el roncón, pero una octava por encima de este.
- Asientos: Partes donde se insertan unas partes en otras. Generalmente, ahora llevan en ellas válvulas de regulación de cantidad de aire.

## Origen de la Gaita
Cuando escuchamos el sonido de una gaita, enseguida lo relacionamos con los sonidos de los pueblos del norte de España o con los famosos gaiteros de Escocia o Irlanda. Pero, pese a la relación que hacemos con esas zonas geográficas, ese no es su origen.
Las primeras noticias que se tienen de ella se remontan al siglo VIII a. C. en el norte de la India. Fue introducida en Occidente por los, ya que según documentación datada por entonces, dicen que su sonido cautivó al emperador Nerón.
En la Edad Media fue utilizada como instrumento para motivar a los soldados en las batallas.
Entre los siglos XII y XIV, debido a las peregrinaciones a Santiago de Compostela y otras zonas de España, Galicia se convirtió en el centro Europeo de la gaita.